# Landtagswahlkreis Märkisch-Oderland II
Der Wahlkreis Märkisch-Oderland II (Wahlkreis 32) ist ein Landtagswahlkreis in Brandenburg. Er umfasst die Stadt Strausberg und die Gemeinden Petershagen/Eggersdorf und Rüdersdorf bei Berlin aus dem Landkreis Märkisch-Oderland. Wahlberechtigt waren bei der letzten Landtagswahl 48.510 Einwohner.

## Landtagswahl 2024
Bei der Landtagswahl 2024 wurde Erik Pardeik direkt gewählt. Die weiteren Ergebnisse:
| Gegenstand der Nachweisung | Gegenstand der Nachweisung | Erst- stimmen | Erst- stimmen | Zweit- stimmen | Zweit- stimmen |
| Bewerber                   | Partei                     | Anzahl        | %             | Anzahl         | %              |
| -------------------------- | -------------------------- | ------------- | ------------- | -------------- | -------------- |
| Wahlberechtigte            | Wahlberechtigte            | 48.510        | 48.510        | 48.510         | 48.510         |
| Wähler                     | Wähler                     | 34.672        | 34.672        | 34.672         | 34.672         |
| Ungültige Stimmen          | Ungültige Stimmen          | 481           | 1,4 %         | 308            | 0,9 %          |
| Gültige Stimmen            | Gültige Stimmen            | 34.191        | 98,6 %        | 34.364         | 99,1 %         |
| davon                      |                            |               |               |                |                |
| Elske Hildebrandt          | SPD                        | 10.995        | 32,2 %        | 9.658          | 28,1 %         |
| Erik Pardeik               | AfD                        | 11.439        | 33,5 %        | 10.126         | 29,5 %         |
| Kay Juschka                | CDU                        | 4.336         | 12,7 %        | 3.600          | 10,5 %         |
| Christian Göritz-Vorhof    | GRÜNE/B 90                 | 755           | 2,2 %         | 1.052          | 3,1 %          |
| Kerstin Kaiser             | DIE LINKE                  | 3.191         | 9,3 %         | 1.377          | 4,0 %          |
| Monika Hauser              | BVB / FREIE WÄHLER         | 2.894         | 8,5 %         | 958            | 2,8 %          |
| Monique Terese Bewer       | FDP                        | 581           | 1,7 %         | 284            | 0,8 %          |
|                            | Tierschutzpartei           |               |               | 913            | 2,7 %          |
|                            | Plus                       | 345           | 1,0 %         |                |                |
|                            | BSW                        | 5.793         | 16,9 %        |                |                |
|                            | III. Weg                   | 36            | 0,1 %         |                |                |
|                            | DKP                        | 32            | 0,1 %         |                |                |
|                            | DLW                        | 105           | 0,3 %         |                |                |
|                            | WU                         | 85            | 0,2 %         |                |                |

## Landtagswahl 2019
Bei der Landtagswahl 2019 wurde Elske Hildebrandt im Wahlkreis direkt gewählt.
Die weiteren Ergebnisse:
| Direktkandidat           | Partei           | Erststimmen in % | Zweitstimmen in % |
| ------------------------ | ---------------- | ---------------- | ----------------- |
| Elske Hildebrandt        | SPD              | 25,9             | 25,8              |
| André Schaller           | CDU              | 16,9             | 13,0              |
| Gregor Weiß              | Die Linke        | 17,0             | 15,9              |
| Erik Pardeik             | AfD              | 21,6             | 22,5              |
| René Trocha              | GRÜNE            | 8,1              | 9,6               |
| Hans-Joachim Kannekowitz | BVB/FW           | 6,8              | 3,4               |
| –                        | PIRATEN          | –                | 0,6               |
| Monique Bewer            | FDP              | 3,1              | 3,4               |
| –                        | ÖDP              | –                | 0,6               |
| –                        | Tierschutzpartei | –                | 2,9               |
| –                        | V-Partei³        | –                | 0,3               |
| Nils Bochert             | DKP              | 0,6              | –                 |

## Landtagswahl 2014
Bei der Landtagswahl 2014 wurde Kerstin Kaiser im Wahlkreis direkt gewählt.
Die weiteren Wahlkreisergebnisse:
| Direktkandidat        | Partei    | Erststimmen in % | Zweitstimmen in % |
| --------------------- | --------- | ---------------- | ----------------- |
| Ravindra Gujjula      | SPD       | 30,3             | 31,3              |
| Kerstin Kaiser        | Die Linke | 31,5             | 26,4              |
| Daniel Krebs          | CDU       | 18,2             | 18,0              |
| Matthias Michel       | GRÜNE     | 3,7              | 4,6               |
| Robert Krause         | FDP       | 1,4              | 1,2               |
|                       | NPD       |                  | 2,0               |
| Susanne Kannekowitz   | BVB/FW    | 2,6              | 2,0               |
|                       | REP       |                  | 0,2               |
|                       | DKP       |                  | 0,4               |
| Maria-Theresia Patzer | AfD       | 12,2             | 12,7              |
|                       | PIRATEN   |                  | 1,3               |

## Landtagswahl 2009
Bei der Landtagswahl 2009 wurde Kerstin Kaiser im Wahlkreis direkt gewählt.
Die weiteren Wahlkreisergebnisse:
| Direktkandidat    | Partei              | Erststimmen in % | Zweitstimmen in % |
| ----------------- | ------------------- | ---------------- | ----------------- |
| Sibylle Bock      | SPD                 | 22,2             | 27,8              |
| Kerstin Kaiser    | Die Linke           | 40,4             | 35,5              |
| Beate Blechinger  | CDU                 | 19,4             | 16,6              |
| -                 | DVU                 | -                | 02,1              |
| Georg Stockburger | GRÜNE               | 04,9             | 04,9              |
| Thomas Frenzel    | FDP                 | 07,0             | 06,7              |
| -                 | 50 Plus             | -                | 00,6              |
| -                 | DKP                 | -                | 00,2              |
| -                 | REP                 | -                | 00,2              |
| -                 | Die-Volksinitiative | -                | 00,3              |
| Antje Kottusch    | NPD                 | 03,6             | 02,4              |
| -                 | RRP                 | -                | 00,6              |
| Matthias Kelm     | Freie Wähler        | 02,7             | 02,0              |

## Landtagswahl 2004
Die Landtagswahl 2004 hatte folgendes Ergebnis:
| Direktkandidat   | Partei          | Erststimmen in % | Zweitstimmen in % |
| ---------------- | --------------- | ---------------- | ----------------- |
| Ravindra Gujjula | SPD             | 29,5             | 28,8              |
| Beate Blechinger | CDU             | 17,6             | 16,1              |
| Kerstin Kaiser   | PDS             | 39,8             | 36,4              |
| –                | DVU             | –                | 06,4              |
| Uwe Kunath       | Grüne           | 02,5             | 02,7              |
| Heiko Krause     | FDP             | 03,2             | 02,4              |
| Wolfgang Paschke | AfW             | 05,3             | 01,5              |
| –                | AUB-Brandenburg | –                | 00,6              |
| –                | DKP             | –                | 00,4              |
| –                | Graue           | –                | 01,2              |
| –                | Familie         | –                | 01,8              |
| –                | 50Plus          | –                | 00,6              |
| –                | JA              | –                | 00,3              |
| Mirko Eggert     | Offensive D     | 02,2             | 00,5              |
| –                | BRB             | –                | 00,3              |